# 雷諾·拉維萊涅
雷諾·拉維萊涅（法語：Renaud Lavillenie，1986年9月18日—），生于法国夏朗德省巴伯济约-圣伊莱尔，法国撑杆跳高运动员，前撑杆跳室内男子世界纪录保持者（6.16米），全世界至今极少个别撑杆跳室内及室外均6.0以上者之一。
2014年2月15日，乌克兰顿涅茨克举行的“世界撑竿跳明星大奖赛”上跳出了6.16米的成绩，刷新了21年前乌克兰传奇前辈布勃卡的世界纪录（6.15米），而且当时布勃卡本人就亲自在看台上。
他获得2012年伦敦奥运会男子撑杆跳高金牌（5.97米）、2016年里约奥运会男子撑杆跳高银牌（5.98米）。

## 生平
雷诺15岁时被父亲送其到自办的马术中心表演。23岁时撑杆跳成绩便突破6米，并在世界大赛中崭露头角。
2014年2月15日，乌克兰顿涅茨克举行的“撑竿跳明星赛”上他跳出了6.16米的成绩，刷新了乌克兰传奇前辈布勃卡保持了21年的世界纪录（6.15米），而且巧合的是这和21年前的世界纪录诞生地一模一样的地点和赛事。

## 家庭
父亲吉尔斯是业余撑杆跳选手。弟弟Valentin也是撑杆跳运动员。

## 外部連結
- 雷諾·拉維萊涅在国际奥林匹克委员会的资料
- 雷諾·拉維萊涅在的頁面
- 雷諾·拉維萊涅的Facebook專頁

| 紀錄                                 | 紀錄                                                     | 紀錄                                            |
| ------------------------------------ | -------------------------------------------------------- | ----------------------------------------------- |
| 前任： 布勃卡 （6.15米，1993.02.21） | 撑杆跳室内男子世界纪录 （6.16米，2014.02.15—2020.02.08） | 繼任： 阿曼德·杜普兰蒂斯 （6.17米，2020.02.08） |
| 體育角色                             |                                                          |                                                 |